# Даффи, Шон
Шон Даффи (англ. Sean Patrick Duffy; род. 3 октября 1971 года) — американский политический и государственный деятель, телеведущий и лоббист. Министр транспорта США с 28 января 2025 года. Исполняющий обязанности администратора НАСА с 9 июля 2025 года.
Член Республиканской партии, член Палаты представителей США от 7-го избирательного округ Висконсина с 2011 по 2019 год. После ухода из Конгресса он стал лоббистом.
Работал ведущим реалити-шоу, в том числе соведущим The Bottom Line на Fox Business, а также автором статей на Fox News. Впервые получил известность как участник шоу The Real World: Boston, Road Rules: All Stars (1998) и Real World/Road Rules Challenge: Battle of the Seasons (2002), прежде чем перейти на должность окружного прокурора округа Эшленд, штат Висконсин.

## Биография

### Ранняя жизнь
Даффи родился 3 октября 1971 года в Хейворде, штат Висконсин, он был десятым из 11 детей Кэрол Энн (урожденной Якель) и Томаса Уолтера Даффи. Он имеет степень по маркетингу от Университета Святой Марии и степень доктора права от Юридического колледжа Уильяма Митчелла.
Даффи начал катать бревна в возрасте пяти лет и заниматься скоростным скалолазанием (бег по 60- и 90-футовым столбам) в 13 лет. Он является обладателем двух титулов по скоростному скалолазанию.

### Карьера на телевидении
В 1997 году Даффи появился в The Real World: Boston, шестом сезоне реалити-шоу MTV, и в Road Rules: All Stars в 1998 году, где он познакомился со своей будущей женой Рэйчел Кампос. Позже Даффи появился в Real World/Road Rules Challenge: Battle of the Seasons, который вышел в эфир в 2002 году. Оба появились в отснятом сегменте на The Real World Awards Bash в 2008 году, в то время как Даффи работал окружным прокурором.
Даффи был цветным комментатором ESPN для телевизионных соревнований, а в 2003 году появился как участник и комментатор на Great Outdoor Games на ESPN. Он был назван почетным спортсменом Badger State Games зимних игр 2004 года.
В декабре 2022 года Даффи и Даген Макдауэлл были назначены соведущими The Bottom Line, шоу на Fox Business, премьера которого состоялась 23 января 2023 года.

### Политическая карьера
2002-2008
Даффи, республиканец, был назначен окружным прокурором округа Эшленд в 2002 губернатором Скоттом МакКаллумом, чтобы сменить Майкла Гейблмена. Он был переизбран без сопротивления в 2002, 2004, 2006 и 2008 годах.
Даффи был в республиканском списке 10 выборщиков Висконсина на президентских выборах 2008 года.

#### Палата представителей США
2010
8 июля 2009 года Даффи объявил о своей кампании в Конгресс в седьмом избирательном округе Висконсина. Даффи считался аутсайдером в гонке до мая 2010 года, когда действующий представитель Демократической партии Дэйв Оби объявил, что не будет добиваться переизбрания. После заявления Оби к гонке присоединилась сенатор штата от Демократической партии Джули Ласса.
4 июня 2010 года Даффи объявил о своей отставке с должности окружного прокурора округа Эшленд, чтобы сосредоточиться на гонке за место в Конгрессе. Отставка вступила в силу три недели спустя, и Даффи вернулся к работе в юридической фирме своего отца. Он выиграл гонку 2 ноября 2010 года, в общенациональной волне республиканцев, избранных в Конгресс.
Различные источники приписывают его победу его десятимесячному форсированию кампании Лассы, его низовой организации и сбору средств, его опыту окружного прокурора и недовольству избирателей экономикой.
2012
Даффи бросил вызов кандидат от Демократической партии Пэт Крейтлоу, которого он победил.
2014
Даффи бросил вызов кандидат от Демократической партии Келли Уэстлунд. Даффи победил.

#### Исполнение полномочий
В 2011 году Даффи проголосовал за отмену требований Закона Дэвиса-Бэкона к заработной плате для федеральных проектов.
В марте 2011 года Даффи посетил республиканское собрание Polk County Republican. В видео, после принятия законопроекта штата, который фактически заморозил бы зарплаты государственных служащих, Даффи спросили, готов ли он сократить свою собственную зарплату в размере 174 000 долларов. Даффи ответил, что он готов сделать это только в рамках общего раунда сокращений зарплат для государственных служащих.
22 декабря 2011 года Даффи и его коллега-республиканец Рик Кроуфорд (Арканзас) опубликовали открытое письмо спикеру Джону Бёнеру, в котором призвали лидера позволить Палате проголосовать за компромиссное решение Сената о продлении налоговых льгот на два месяца.
В 2013 году Даффи и член Палаты представителей от Демократической партии Майкл Мишо (Мэн) представили резолюцию, призывающую правительство принять меры для обеспечения предоставления людям информации на бумажных носителях наряду с электронной.
Даффи входил в состав Избранной следственной группы по планированию семьи.
Даффи поддержал указ президента Дональда Трампа от 2017 года о введении временного запрета на въезд в США гражданам семи стран с мусульманским большинством. Он заявил, что «президент Трамп выполняет предвыборное обещание пересмотреть наш процесс проверки виз, чтобы американский народ был в безопасности от терроризма».
В январе 2017 года Даффи был одним из спонсоров законопроекта, который отменит защиту серых волков в Законе об исчезающих видах.
В феврале 2017 года Даффи дал интервью Алисин Камероте из CNN. Он поддержал запрет президента Трампа на иммиграцию и поездки, который был сосредоточен на борьбе с радикальными исламистскими террористами. Когда Камерота, ссылаясь на стрельбу в мечети в Квебеке, спросил, почему Трамп не сделал публичного заявления о белых террористах, совершивших этот акт, Даффи ответил: «Я не знаю, есть разница. У вас нет такой группы, как ИГИЛ или Аль-Каида, которая вдохновляет людей по всему миру брать в руки оружие и убивать невинных… Это был единичный случай, Элисин».
В июле 2018 года Даффи заявил, что Европа, Китай, Канада и Мексика совершили «экономический терроризм в некотором роде», установив ответные пошлины для Соединённых Штатов в ответ на пошлины, введенные администрацией Трампа.
Даффи ушёл в отставку со своего поста 23 сентября 2019 года, чтобы ухаживать за новорожденной дочерью с пороком сердца.

#### Спонсирование законопроектов
Даффи предложил законопроект о замене директора группы по надзору за потребителями, Бюро по защите прав потребителей в сфере финансов (CFPB), комиссией из пяти человек и о выводе CFPB из-под надзора Федеральной резервной системы, чтобы оно «прошло тот же процесс финансирования, что и другие федеральные агентства». Бюро по защите прав потребителей в сфере финансов было бы переименовано в Комиссию по безопасности финансовых продуктов. Законопроект также был направлен на то, чтобы сделать отмену решений о регулировании, которую новая комиссия упростила. Законопроект предоставил комиссии больше возможностей избавиться от политик, которые, по мнению Даффи, ставят под угрозу безопасность банковской системы США.
В декабре 2015 года Даффи представил законопроект о создании совета по финансовому надзору над Пуэрто-Рико из пяти человек (члены которого назначаются Белым домом) в обмен на предоставление государственным организациям в Пуэрто-Рико доступа к реструктуризации по Девятой главе.

## Министр транспорта США
В ноябре 2024 года Дональд Трамп назвал Даффи своим кандидатом на пост министра транспорта на время второго президентства. 28 января 2025 года Сенат утвердил его кандидатуру 77 голосами против 22, в тот же день Шон Даффи приведён к присяге.
С 9 июля 2025 года — ВРИО администратора НАСА.